# Brøderup
Brøderup er en bydel i den nordlige del af Tappernøje på Sydsjælland. Den var tidligere en by, som havde 672 indbyggere i 2009, som var det sidste år, hvor dens indbyggertal er registreret særskilt.. Fra 1. januar 2010 betragter Danmarks Statistik Brøderup som sammenvokset med Tappernøje fordi der er mindre end 200 m mellem bebyggelserne.
Brøderup hører ligesom resten af Tappernøje til Snesere Sogn. Snesere Kirke ligger i landsbyen Snesere 3 km sydvest for Brøderup.

## Faciliteter
Korskildeskolen fra 1960 blev i sommeren 2016 en afdeling af Fladsåskolen, hvis hovedafdeling ligger i Mogenstrup. Afdeling Korskilde har 241 elever, fordelt på 0.-6. klassetrin. Efter 6. klasse skal eleverne til Mogenstrup. Ved skolen ligger Korskildehallen.
Tappernøje Børnehus er oprettet i 1971 og er normeret til 24 vuggestuebørn og 56 børnehavebørn. Den nuværende bygning er fra 2007.
Tappernøjes eneste supermarked ligger i Brøderup.
Brøderup Efterskole ligger i Karlshøj, 1 km nordøst for Brøderup, hvor der allerede i 1868 blev oprettet højskole..

## Historie
I 1898 beskrives Brøderup således: "Brøderup (gml. Form Brytherup) med Fattiggaard (opr. 1869, Plads for 45 Lemmer), Folkehøjskolen „Fred. VII’s Minde" (opr. 1867 i Ulsø, flyttet til B. 1868) og Fællesmejeri;"